# Richtung 2000 – Vorschau auf die Welt von morgen
Richtung 2000 – Vorschau auf die Welt von morgen ist ein deutscher Dokumentarfilm aus dem Jahr 1972. Regie führten Arno Schmuckler und Peter Kerstan. Die im Film gezeigte Zukunftsvision gilt in ihrem Stil heute als retrofuturistisch.

## Inhalt
Der erste Teil beschreibt aus der Sicht des Jahres 1972 den Tagesablauf des fiktiven Herrn B., der im Jahr 2000 leben wird. Herr B. wird am 25. Oktober 2000 um 7.30 von einem Fernsehwecker geweckt. Man erfährt, dass er ein künstliches Herz besitzt und das Medikament „Optimum 10“, ein Antidepressivum, einnimmt. Danach geht Herr B. ins Bad und bereitet anschließend sein vorgefertigtes „Normfrühstück FS10“ vor. Aus einem Drucker kommt eine Ausgabe der „Süddeutschen Zeitung“, die von menschlichen Siedlungen auf dem Mars berichtet.
Herr B. kehrt nach dem Frühstück wieder in sein Schlafzimmer zurück und schaltet gelangweilt durch die vielen Fernsehkanäle. Danach bestellt er mit einem sogenannten Schaltpult Waren aus einem Supermarkt, die ihm auf einem Bildschirm angezeigt werden. Über das Bildtelefon nimmt er Kontakt mit seinem Arbeitgeber auf. Mit einem Mietwagen fährt Herr B. zum Bahnhof, steigt dort in einen Hochgeschwindigkeitszug, den Aérotrain, und erscheint darauf an seinem Arbeitsplatz.
Dort bedient er Computer, die mit Lochkarten arbeiten, um den Betrieb der Schulen und Universitäten, die auf das auf den Rechnern gespeicherte Wissen zugreifen, aufrechtzuerhalten.
Der zweite Teil beschreibt die Gegenwart. Beispiele sind die Umweltverschmutzung und die Verkehrstoten, die der Fetischisierung des Automobils geschuldet sind. Weitere Probleme sind die Polarisierung in Arm und Reich, die Bevölkerungsexplosion und die daraus folgenden Verteilungskämpfe. Zudem wird noch einmal die Umweltverschmutzung durch die Industrie und die Entwicklung technisch sinnloser Prestigeprojekte wie der Concorde thematisiert.

## Kritik
„"Richtung 2000" pendelt zwischen teils absurden und teils recht akkuraten Prognosen wahlweise eutopischer und dystopischer Natur. Manche sind bereits eingetreten – wenn auch in anderer Form.“